# 昂特拉克抽水蓄能电站

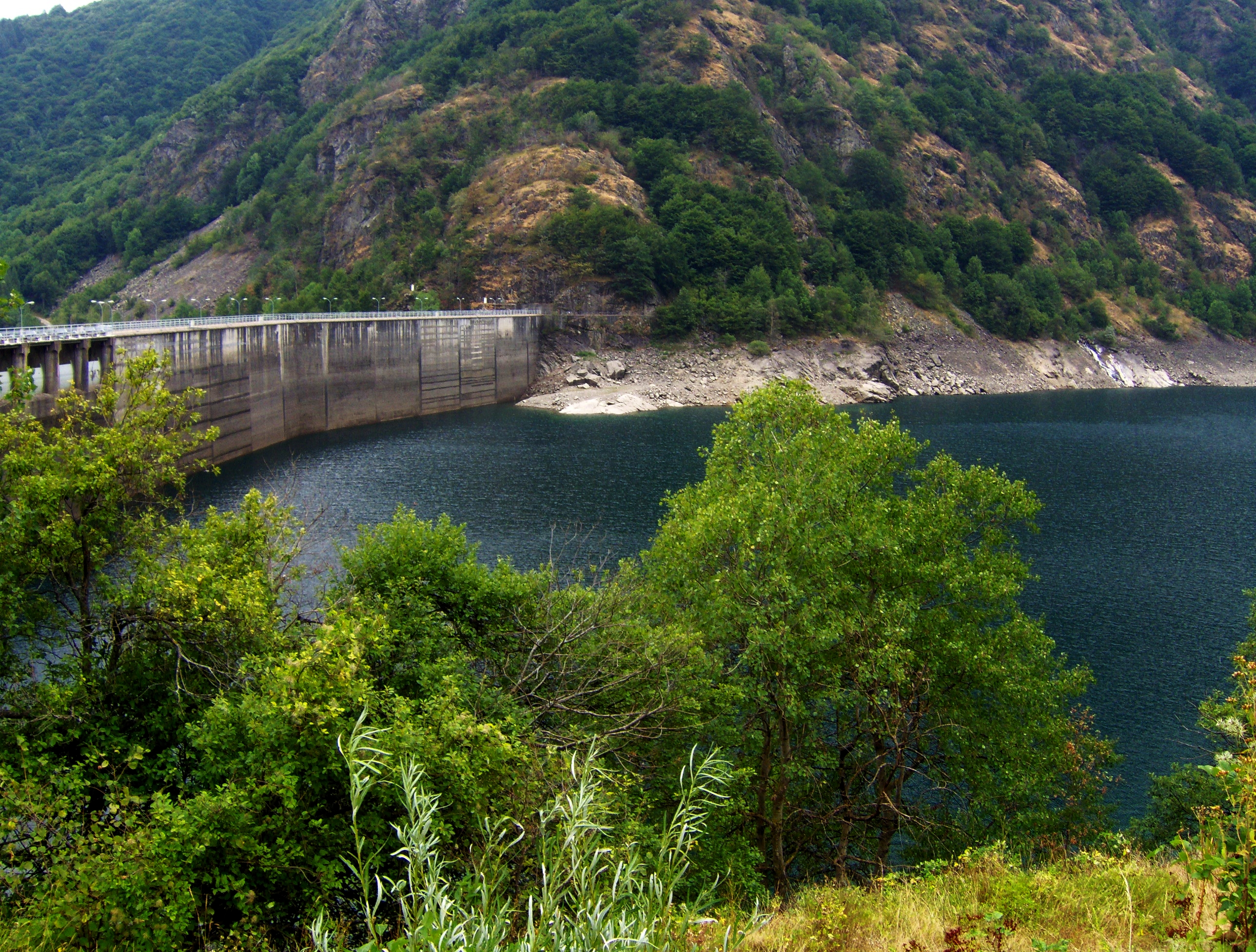
皮阿斯特拉水库及大坝

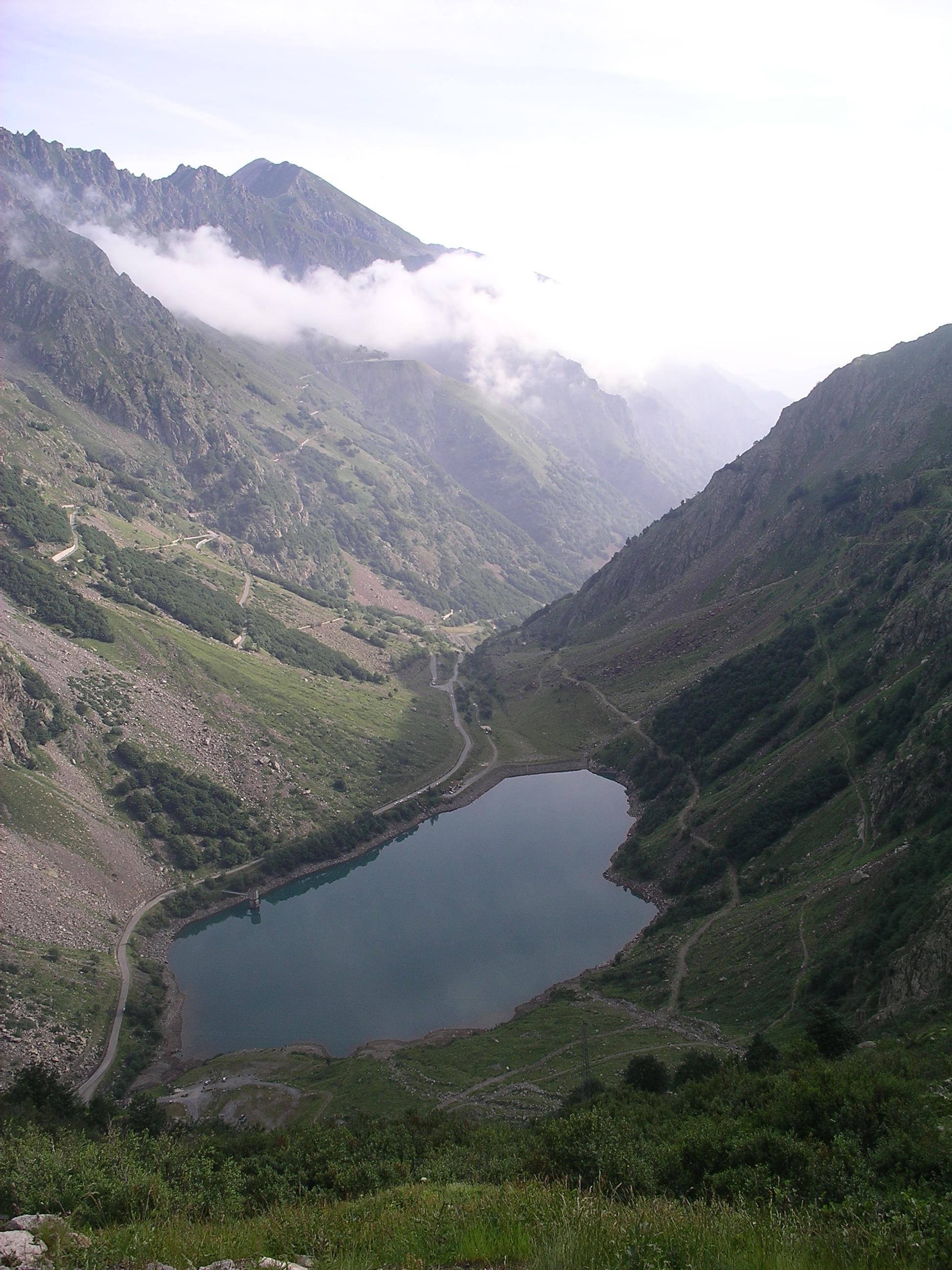
罗维纳水库

昂特拉克抽水蓄能电站（義大利語：Centrale idroelettrica di Entracque，又译恩特拉奎水电站），也称路易吉·埃诺迪水电站（義大利語：Centrale idroelettrica Luigi Einaudi）或上杰索水电站（義大利語：impianto idroelettrico dell'alto Gesso）等，是位于意大利西北部恩特拉奎南的一座抽水蓄能电站，距离都灵约一百公里。建设工程于1962年开始，1982年投入运行。由意大利国家电力公司所有及管理。由于其位置靠近北意大利的工业区，能与附近的热电厂联合运行，开发条件有利。
该电站有两座上库，分别称作齐奥塔斯（Chiotas）水库和罗维纳（Rovina）水库，而下库则共用皮阿斯特拉水库。其中罗维纳水库为天然湖泊，而齐奥塔斯及皮阿斯特拉则为人工水库。装机容量为131.7万千瓦。